# Il diario del vampiro - Luna piena
Il diario del vampiro - Luna piena è il 13° libro della saga di Il diario del vampiro di Lisa J. Smith, pubblicato il 13 marzo 2012 negli Stati Uniti e il 24 gennaio 2013 in italiano. Al contrario dei volumi precedenti, contiene l'intero Moonsong e non solo la prima metà. È, inoltre, scritto da una ghostwriter.

## Trama
Elena e i suoi amici, dopo aver sconfitto lo spirito della gelosia ed aver trascorso qualche settimana estiva a divertirsi, si trasferiscono al Dalcrest College, l'università che frequentarono i genitori della ragazza quando erano ancora adolescenti. Damon, invece, si stabilisce in un appartamento nelle vicinanze per salvaguardarli da eventuali pericoli. Meredith è costretta a separarsi da Alaric, anche se i due continuano a sentirsi telefonicamente. Bonnie conosce un ragazzo di nome Zander, e tra i due nasce subito un'attrazione. Matt riceve una misteriosa lettera da parte della Vitale Society, una confraternita segreta del Dalcrest College nata più di un secolo prima. La lettera lo invita a partecipare alla cerimonia d'iniziazione per unirsi a loro. Durante una serata tra amiche, Elena, Meredith e Bonnie vengono interrotte da una sirena della polizia nel campus. Le tre cercano d'investigare, ma i poliziotti le invitano a ritirarsi di nuovo nel loro dormitorio. Il giorno dopo si viene a sapere che una ragazza del college è stata assassinata. Durante un allenamento nella sua stanza, Meredith conosce Samantha Dixon, una ragazza che pratica anche lei arti marziali. In seguito, Meredith scopre che anche Samantha è una cacciatrice di creature sovrannaturali. Matt partecipa alla cerimonia d'iniziazione e conosce Chloe Pascal, una graziosa ragazza che subito lo affascina, e Ethan Crane, il leader della Vitale Society. Il professore di Storia degli Stati del Sud, James Campbell, riconosce Elena come la figlia di Elizabeth Morrow e Thomas Gilbert, i suoi migliori amici ai tempi del college, e si offre di raccontarle aneddoti su di loro. Elena e Stefan decidono di uscire, ma il ragazzo ritarda ed Elena trascorre la serata in un bar con Damon: quando Stefan li raggiunge e la rimprovera per non averlo avvisato, Elena capisce che per non distruggere il loro rapporto fraterno come fece Katherine, deve smettere di frequentarli. La ragazza, seppur a malincuore, rompe con Stefan. Bonnie continua a frequentare Zander, anche se durante ogni appuntamento il ragazzo la abbandona per motivi ignoti. Durante un party, i due si baciano. Christopher, il compagno di stanza di Matt, viene ammazzato da alcune figure incappucciate sotto gli occhi impotenti di Matt. Durante un giro di pattuglia, Meredith e Samantha soccorrono una ragazza che stava per essere aggredita da un uomo incappucciato. Meredith lo insegue e durante la corsa nota un ciuffo biondo platino fuoriuscire dal cappuccio. La ragazza perde le sue tracce, ma associa subito quel ciuffo ai capelli di Zander. Quando Meredith, insieme ad Elena, confida a Bonnie ciò che ha scoperto, la ragazza decide subito di troncare i rapporti con loro poiché le considera invidiose della sua felicità. Ethan chiede a Matt di invitare Stefan ad un incontro dei Vitale. Damon continua a stare con Elena, nonostante la ragazza abbia espressamente detto di non voler frequentare nessuno dei due. I due, durante una serata, vengono attaccati da una macchina guidata da uno sconosciuto. Damon riesce a salvare Elena, e la ragazza lo bacia sotto gli occhi di Stefan. Quest'ultimo decide di chiudere definitivamente i rapporti con entrambi. Matt, quando trova il coraggio di chiedere a Chloe un appuntamento, scopre che è la ragazza di Ethan. Samantha viene assassinata nel suo dormitorio e Meredith decide di vendicarne la morte. James rivela ad Elena la verità sui suoi genitori: i due facevano parte della Vitale Society e un giorno ricevettero la visita di un Guardiano. L'essere affermò che la sua specie aveva bisogno di esseri umani da reclutare nei loro ranghi, così decise che la figlia che Elizabeth e Thomas avrebbero dato alla luce, ovvero Elena, durante il suo dodicesimo anno di vita sarebbe stata presa dai Guardiani. I due inizialmente accettarono, ma poi decisero di tenersela. Matt, durante l'iniziazione dei Vitale, capisce le vere intenzioni di Ethan: il ragazzo è un vampiro e comincia a trasformare tutti i nuovi membri, compresa Chloe. Stefan interviene prima che Matt possa essere vittima della follia di Ethan, ma durante lo scontro ha la peggio. Stefan decide di prendere il posto di Matt se Ethan lo lascia andare, e quest'ultimo accetta. Zander rivela a Bonnie la sua vera natura: è un lupo mannaro, ma Bonnie fugge e torna dalle sue amiche che la accolgono a braccia aperte. Ethan rivela a Stefan il piano dei Vitale: raccogliere il sangue di tutti i discendenti di Klaus, per poi riportarlo in vita durante l'equinozio d'autunno. Matt corre a chiedere aiuto ad Elena, Meredith e Bonnie. Elena si sente subito in colpa per aver fatto soffrire Stefan e corre a chiedere aiuto a Damon. Il vampiro, seguito da Meredith e Bonnie, entra nel rifugio segreto dei Vitale e, dopo un'aspra lotta contro i Vitale, Meredith riesce ad impalare Ethan. Elena chiede scusa a Stefan per aver baciato Damon, e il vampiro la perdona. Bonnie capisce di aver sbagliato nei confronti di Zander e corre a cercarlo. I due si riconciliano e il ragazzo le rivela di appartenere al Branco Originario, ovvero i discendenti diretti dei primi licantropi, che non hanno bisogno di aver ucciso una persona per trasformarsi. Zander, inoltre, le rivela che la sera in cui Meredith l'ha visto, era davvero lui, ma stava solamente aiutando la ragazza che era stata aggredita da un membro dei Vitale. La situazione torna alla normalità, ma in realtà Ethan è ancora vivo: Meredith ha mancato il suo cuore, e il vampiro ha una fiala di sangue di Stefan e un lembo della camicia di Damon intrisa di sangue, ed è così pronto a resuscitare Klaus.

## Edizioni
- Lisa Jane Smith, Il diario del vampiro. Luna piena, Nuova Narrativa Newton, 2013,  pp. 331 pagine, ISBN 978-88-541-4648-8.
- Lisa Jane Smith, Il diario del vampiro. Luna Piena, Newton Compton collana King, 26 luglio 2018, p. 316, ISBN 978-8822717863